# Flow (Psychologie)
Flow (englisch für „fließen, rinnen, strömen“) bezeichnet das als beglückend erlebte Gefühl eines mentalen Zustandes völliger Vertiefung (Konzentration) und restlosen Aufgehens in einer Tätigkeit („Absorption“), die wie von selbst vor sich geht – auf Deutsch in etwa Schaffens- bzw. Tätigkeitsrausch oder auch Funktionslust.
Der Glücksforscher Mihály Csíkszentmihályi (1934–2021) gilt als Schöpfer der Flow-Theorie, die er aus der Beobachtung verschiedener Lebensbereiche, u. a. von Chirurgen und Extremsportlern, entwickelte und in zahlreichen Beiträgen veröffentlichte. Heute wird seine Theorie auch für rein geistige Aktivitäten in Anspruch genommen.
Flow kann bei der Steuerung eines komplexen, schnell ablaufenden Geschehens im Bereich zwischen Überforderung (Angst) und Unterforderung (Langeweile) entstehen. Der Flow-Zugang und das Flow-Erleben sind individuell unterschiedlich. Auf der Basis qualitativer Interviews beschrieb Csíkszentmihályi verschiedene Merkmale des Flow-Erlebens.
Flow-Zustände können bei entsprechenden Bedingungen in hypnotische oder ekstatische Trance übergehen. Manche Wissenschaftler verstehen den Flow selbst bereits als Trance.

## Das Phänomen des Flow-Erlebens
Bevor Mihály Csíkszentmihályi den Begriff des „Flow“ im psychologischen Sinne prägte und genauer untersuchte, war das Phänomen – etwa in der Spielwissenschaft – schon bekannt: So formulierte etwa der Spieltheoretiker Hans Scheuerl in den 1950er Jahren seine berühmten Kriterien für das Wesen des Spiels, bei denen er u. a. das „Entrücktsein vom aktuellen Tagesgeschehen“, „das völlige Aufgehen in der momentanen Tätigkeit“ oder „das Verweilen in einem Zustand des glücklichen Unendlichkeitsgefühls“ hervorhebt, in dem man für immer oder immer wieder verharren möchte. Auch in Friedrich Schillers viel zitiertem Satz „(…) der Mensch spielt nur, wo er in voller Bedeutung des Worts Mensch ist, und er ist nur da ganz Mensch, wo er spielt“ klingt dieses glückhafte Gefühl des völligen Eins-Seins mit sich und der Welt im Spiel bereits durch. Mihály Csíkszentmihályi kommt das Verdienst zu, die Bedeutung des Phänomens auch über das Spiel hinaus erkannt und beschrieben zu haben. Nach Mihály Csíkszentmihályi bedingt das Eintreten von Flow-Gefühl klare Zielsetzungen, eine volle Konzentration auf das Tun, das Gefühl der Kontrolle der Tätigkeit, den Einklang von Anforderung und Fähigkeit jenseits von Angst oder Langeweile in scheinbarer Mühelosigkeit.
Der Psychologe Siegbert A. Warwitz hat sich empirisch mit dem Phänomen des Flow-Erlebens in verschiedenen Altersstufen, bei unterschiedlichen Menschengruppen, Tätigkeiten und Beanspruchungsgraden auseinandergesetzt. Dabei kam er zu dem Ergebnis: Das „Urbild des Menschen im Flow ist das spielende Kind, das sich im glückseligen Zustand des Bei-sich-Seins befindet.“ Das in seinem Spiel voll aufgehende Kind spielt nicht nur Robinson, sondern es ist Robinson. Das heißt, dass es sich mit der gespielten Figur total identifiziert und in ihr aufgeht. Das Spiel erfüllt nach Warwitz bereits alle wesentlichen Kriterien, die für das Flow-Erleben charakteristisch sind:
- Das Kind fühlt sich den selbst gestellten Anforderungen gewachsen (Schwierigkeit der Aufgabe und Lösungskompetenz befinden sich im Gleichgewicht).
- Es konzentriert die Aufmerksamkeit auf ein begrenztes, überschaubares Handlungsfeld (die Tätigkeit läuft im Nahbereich ab).
- Auf die Aktivitäten erfolgen klare Rückmeldungen (der Handlungserfolg wird sofort erkennbar).
- Handeln und Bewusstsein verschmelzen miteinander (eine Außenwelt existiert nicht).
- Das Kind geht voll in seiner Tätigkeit auf (es überhört das Rufen der Mutter).
- Das Zeitgefühl verändert sich (es lebt ganz im Hier und Jetzt).
- Die Tätigkeit belohnt sich selbst (es bedarf keines Lobes von außen).

Dieses Gefühl der „Weltvergessenheit“ kann sich in vergleichbarer Weise bei dem Wissenschaftler einstellen, der unter „Vergessen“ der Bedürfnisse nach Essen oder Schlafen in langen Nachtarbeiten fast fanatisch eine ihn faszinierende Problemlösung verfolgt. Ihm kann der Techniker, der Bastler in seiner Werkstatt verfallen, der über seiner Versessenheit bei der Gestaltung eines ihn fesselnden Produktziels Familie und Freunde vernachlässigt. Ein besonders intensives Flow-Erleben fand Warwitz bei den Menschen, die sich bis an die Grenze ihrer physischen, psychischen und mentalen Möglichkeiten verausgaben. Er erklärt das so, dass die extreme Herausforderung durch eine außerordentliche Tätigkeit deshalb eine intensive Ausschüttung von Glückshormonen bewirkt, weil der Handelnde spürt, dass seine Leistungsfähigkeit auch einer unglaublich schwierigen Aufgabe noch gewachsen ist. Diese Wirkung zeigt sich sehr deutlich bei Ausnahmemenschen wie Grenzgängern, Artisten oder Extremsportlern, die im Glücksrausch ihrer Höchstleistungen auch gravierende Verletzungen ihrer Gesundheit, extreme Strapazen „vergessen“ und beispielsweise trotz abgefrorener Zehen in einer Art übermächtiger Glückseuphorie ihre ambitionierten Ziele weiter verfolgen. Nach Warwitz kommt das extreme Flow-Erleben eher unter asketischen Bedingungen zustande, die hohe Eigenleistungen erfordern, als im bequemen Luxusmilieu.
Für die Musikerszene wurde das Flow-Erleben von dem Musikpädagogen Andreas Burzik beschrieben. Im Gegensatz zur kurzzeitig aufgeputschten Erregung des Kick entsteht hier eine länger andauernde Euphorie, eine Form von Glück, auf die der Einzelne Einfluss hat.

## Körperliche Anzeichen
Es verdichtet sich die naheliegende Vermutung, dass das Empfinden eines Flow-Zustands von einer Veränderung von psychophysiologischen Variablen wie der Herzfrequenz, der Herzfrequenzvariabilität oder der Hautleitfähigkeit begleitet wird. Bisher gibt es einzelne Studien, die einen Zusammenhang von Flow-Empfindungen und psychophysiologischen Messungen untersuchten, aber es liegen noch keine abschließenden Resultate vor.

## Eine Tätigkeit im Flow erleben

Diagramm zum Flow zwischen Über- und Unterforderung. Stress, Überforderung und Angst liegen über der roten Linie. Langeweile, Unterforderung und Routine liegen unter der blauen Linie. Der Flow liegt genau dazwischen, und wenn Fähigkeiten und Anforderungen zusammen steigen, wird der Bereich des Flow größer. Der Flow ist wie ein sich ausdehnender Strahl zwischen der roten und blauen Linie, und nicht allein die grüne Linie.

Um in den Zustand des Flow zu gelangen, muss man sich einer Tätigkeit voll hingeben, muss die Anforderung die volle Konzentration beanspruchen. Sie darf jedoch nicht so hoch sein, dass man überfordert ist, denn dann ist die „Mühelosigkeit“ nicht mehr gegeben. Das Flow-Erlebnis wird durch diese beiden Faktoren Mindestanforderung und Anforderungsgrenze (in der Grafik als Linien) beschränkt. Durch das Eintreten in eine solche Phase entsteht eine Selbst- und Zeitvergessenheit, da die Aufgabe ganze Aufmerksamkeit erfordert.
Csíkszentmihályi hebt die Bedeutung des Spielerischen in Flow-Handlungen hervor – nicht etwa im Sinne von „trivial oder nicht ernst zu nehmen“, sondern in dem Sinne, dass „der Mensch, der sie vollzieht, kreativ und gestalterisch wirkt, […] darin aufgeht und darin seinen freien Ausdruck findet“. Zugleich betont er das Erfordernis, die Erwartung eines Erfolgs der Handlung loszulassen und frei zu sein von Sorge und Angst um sich selbst oder das eigene Ansehen. Nach Csíkszentmihályi verlangt Flow einerseits ein Streben nach Kontrolle, andererseits ein Bewusstsein dessen, dass die Situation in ihrer Gesamtheit unvorhersehbar und unberechenbar ist. Warwitz betont, dass sich das Flow-Erleben „verflüchtigt“, wenn die Kontrolle über das Geschehen verloren geht oder verloren zu gehen droht:
Der Akteur fällt aus dem glückhaften Flow. In gefährlichen Situationen kann die emotionale Befindlichkeit dabei in Angst oder sogar Panik umschlagen.
Flow ist ein Zustand und keine Technik. Für das Erleben des Flowzustands müssen Störelemente, die ablenken, beseitigt sein. Der Flowzustand kann einzeln, aber auch gemeinsam in einer Gruppe erlebt werden. Das Erreichen ist an keine bestimmte Tätigkeit gebunden.

## „Praktische“ Ergänzung

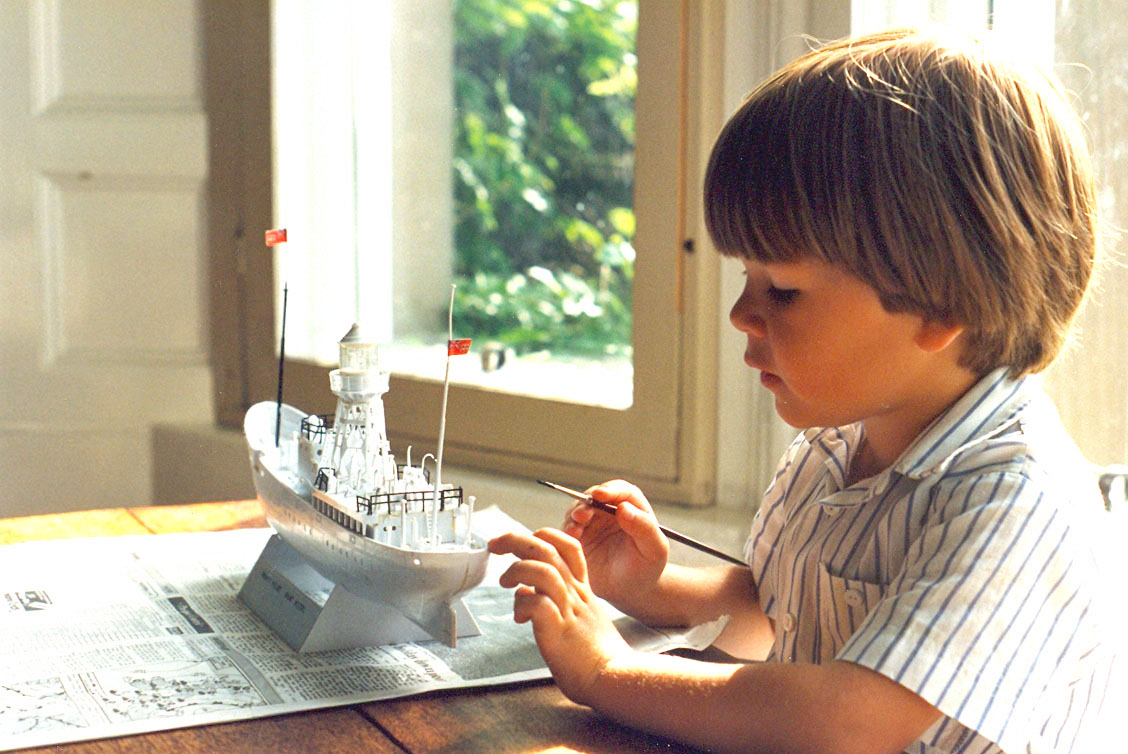
Das Bemalen des Modellbootes geht wie von selbst.

Einige Ergänzungen kommen teilweise aus der Gedächtnispsychologie, Sozialpsychologie, Motivationspsychologie und stellen letztendlich eine Art Informationsverarbeitungsansatz dar.
Die Passung von Anforderung, Fähigkeit und Zielklarheit kann zu einem „Aufgehen“ in der Tätigkeit bzw. zu einer Veränderung der Zeitwahrnehmung oder dem Verschwinden von Sorgen führen. Die Tätigkeit, die man gerade ausführt, geht empraktisch wie von selbst. Hier handelt es sich nicht um einen Dauerzustand, sondern um einen temporären Zustand, den vermutlich jeder Mensch entweder in seiner Kindheit beim Spielen, in der Freizeit als Sportler oder bei der Arbeit (das ist der Zusammenhang, in dem es anscheinend, empirisch überprüft, am häufigsten vorkommt) schon einmal erlebt hat.
Eine mögliche Erklärung, warum Menschen im Flow die Zeit und ihre Sorgen vergessen, kommt aus der Gedächtnispsychologie. Das Mehrspeichermodell unterteilt das Gedächtnis in ein Ultrakurzzeit- (sensorischer Speicher), ein Kurzzeit- und ein Langzeitgedächtnis. Der Ansatz von Alan Baddeley spricht nun nicht mehr von Kurzzeitgedächtnis, sondern von einem „Arbeitsgedächtnis“. In seinem Ansatz geht es darum, dass das Arbeitsgedächtnis in der Verarbeitungsmenge, also Kapazität pro Zeiteinheit, beschränkt ist. Das heißt, das Bewusstsein, die Aufmerksamkeit kann zu einem Zeitpunkt nur 7 ± 2 Einheiten verarbeiten. Durch die selektive Wahrnehmung fokussieren Menschen ihr Bewusstsein auf bestimmte Aspekte in ihrer Umwelt bzw. in den Wissensstrukturen; dies wird Aufmerksamkeit genannt.
Eine Person, die nun weiß, „was“ und „wie“ sie etwas zu tun hat (Ziel- und Handlungsklarheit) und deren Fähigkeiten den Anforderungen der Tätigkeit gerecht werden, kann sich ganz auf das Ausführen der Tätigkeit einlassen, also in der Tätigkeit aufgehen. Die Aufmerksamkeit kommt ganz dem Lösen der Aufgabe zugute. Die Person ist nicht mehr abgelenkt durch sozialpsychologisch relevante Gedanken wie „was denken die anderen über mich?“, „wie komme ich an, wenn ich dieses oder jenes mache?“, sondern hat die Chance, sich voll auf die Aufgabenbewältigung zu konzentrieren, ein Tun zu entfalten, in dem eine hohe Übereinstimmung äußerer Anforderungen und innerer Wünsche und Ziele besteht.
Weitere ablenkende Faktoren kann man auch aus anderen motivationspsychologischen Ansätzen wie „erfolgsmotiviert versus misserfolgsmotiviert“ oder Attributionsstilen ableiten. Auch hier können störende Gedanken bzw. die Wahl der falschen Aufgabenschwierigkeit (also keine Übereinstimmung zwischen Aufgabenschwierigkeit und Fähigkeit) hinderlich für das Auftreten eines Flows sein.
Die Übereinstimmung zwischen Anforderung und Fähigkeit ist entscheidend, z. B. beim intensiven Computerspiel, siehe auch Beispiele unten. Man kennt noch nicht alle Funktionen des Spiels, man kennt noch nicht alle Spielregeln bzw. Zusammenhänge. Überraschungen werden kommen. Dies wird lustvoll antizipiert. Hier wäre es nicht sehr sinnvoll, mit der höchsten Schwierigkeitsstufe anzufangen, da man schnell überfordert wäre. Sinnvoller ist es, sich nach und nach zu steigern und die Eigenheiten des Spiels kennenzulernen – die Schwierigkeitsstufe also moderat zu erhöhen.

### Tätigkeitsanreize versus Folgeanreize
Das Phänomen „Flow“ ist den Tätigkeitsanreizen zuzuordnen. Die Tätigkeit wird der Tätigkeit wegen ausgeführt (z. B. wegen des guten Gefühls, weil es Spaß macht) und nicht wegen potenzieller Folgen. Eine Tätigkeit, die man wegen potenzieller Folgen ausführt (z. B. besseres Gehalt, mehr Ansehen bei anderen …) ist den Folgeanreizen zuzuordnen.

### Flow aus Sicht der Selbstbestimmungstheorie
Nach der von Deci und Ryan (2000, 2008) begründeten Selbstbestimmungstheorie (SDT) wird die Qualität von Verhalten durch die bei Ausführung dieses Verhaltens bestehende Möglichkeit bestimmt, die drei psychologischen Grundbedürfnisse nach Kompetenz, sozialer Eingebundenheit sowie Autonomie zu befriedigen. Dabei lässt sich aus Sicht dieser Theorie die Erfahrung von Flow als Prototyp autonomer Motivation (SDT) ansehen, bei der diese Grundbedürfnisse optimal befriedigt werden. Die Selbstbestimmungstheorie stimmt vollständig mit der Flow-Theorie darin überein, dass die Erfahrung von Flow an sich, unabhängig von erzielten Ergebnissen, ausreicht, das entsprechende Verhalten auszuführen und beizubehalten. Übereinstimmung besteht ebenso darin, dass für die Erfahrung von Flow die in dem Verhalten begründeten Anforderungen mit den eigenen Fähigkeiten genau im Einklang stehen müssen. Jedoch sieht die Selbstbestimmungstheorie in Abgrenzung von der Flow-Theorie Defizite der Flow-Theorie bei der Bestimmung dessen, was neben den optimalen Anforderungen zusätzlich für die Erfahrung von Flow erforderlich ist.
Eine Studie von John Kowal und Michelle Fortier aus dem Jahr 1999 vergleicht den Zusammenhang von Flow-Erfahrungen mit der Motivation für die entsprechenden Aktivitäten. Die Autoren untersuchten dazu im Herbst 1996 eine Stichprobe von 203 Schwimmern (105 Männer und 98 Frauen), die durchschnittlich 36,4 Jahre alt waren und 3,7 Mal pro Woche trainierten, anhand eines Fragebogens, der mit Hilfe einer siebenstufigen Likert-Skala (starke Ablehnung bis starke Zustimmung) situationelle motivationale Determinanten, situationelle Motivation und die neun Eigenschaften des Flows abfragte. Die Studie legt nahe, dass Flow-Erlebnisse regelmäßig mit autonomer Motivation für das betreffende Verhalten verbunden sind, und bestätigt so die beschriebene Sichtweise.

## Beispiele
Der Verhaltensforscher Bernt Spiegel wendet den Begriff Flow u. a. auf spezialisierte Tätigkeiten wie das Fahren von Fahrzeugen an. In seinem Beispiel bezieht er sich speziell auf das Fahren von Motorrädern, wobei innerhalb dieser Tätigkeit dem Flow hinsichtlich der Gefahr, allzu „fahrlässig“ zu werden, größte Aufmerksamkeit gewidmet werden muss.
Viele erfolgreiche Computerspiele vermitteln dem Spieler ein Flow-Erlebnis, indem sie den Spieler vor rasch aufeinanderfolgende Aufgaben eines mittleren Schwierigkeitsgrades stellen, die ihn zwar fordern, die er aber mit hoher Wahrscheinlichkeit erfolgreich lösen kann. Die Herausforderung muss dabei nicht besonders anspruchsvoll sein, wie das Beispiel des Flow-induzierenden Computerspiel-Klassikers Tetris zeigt. Zu anspruchsvolle Aufgabenstellungen können durch einen Misserfolg sogar das Flow-Erlebnis unterbrechen.
Manche Programmierer erleben eine Art Flow, wenn sie sich intensiv mit ihrem Code beschäftigen. Das Jargon File nennt diesen Zustand „Hack Mode“.
Mit jedem einzelnen der menschlichen Sinne lässt sich Flow erleben, oftmals nach langjährigem Training, den Sinn auf Höchstleistung zu schärfen. Voraussetzung zum (manchmal überraschenden, plötzlichen) Eintreten in den Flowzustand ist zuvor die Bereitschaft, auf die oftmals anzutreffende, grundsätzlich skeptische Distanz zum Erlebten zu verzichten, sich also einem möglichen Erleben ganz zu öffnen:
- Angefangen beim Fühlen (z. B. Streicheln, Prickeln auf der Haut, guter Sex),
- beim Hören (z. B. eine als sehr gut und packend empfundene Musik, bei deren Hören man sich konzentriert),
- beim Riechen und Schmecken (z. B. eine exzellente Küche zu genießen in einer Wohlfühl-Umgebung, oder Wein der Höchstklasse),
- und beim Sehen (z. B. Seh-Erlebnisse von herausragender Schönheit, seien es Berge, die Wüste, das Meer, eine intensiv betrachtete Blume, oder ein außergewöhnlich beeindruckendes Gebäude, wie die Pyramiden oder das Taj Mahal).

Entscheidend ist die Kombination
1. von voriger Aktivität (Anstrengungen – was unternommen und aufgewendet wurde, um nun Flow erleben zu dürfen) und
2. von Passivität (sich dann überraschen zu lassen von Flow).

Solche großen Erlebnisse der Sinne oder auch gerade ihres Rückzugs wie in der Meditation sind nicht zu erzwingen; man kann sie nur vorbereiten und die Rahmenbedingungen schaffen, nicht aber den Eintritt von Flow verlässlich vorhersagen. Lautes Reden, unleidige Teilnehmer, Ablenkungen über andere Sinneseindrücke, wie über Gerüche oder Lautstärke, und viele andere Störungen können Flow verhindern.
Flow ist in solchen Zusammenhängen keine analoge Steigerung des guten Erlebens, sondern eine Art digitale, plötzliche Antwort des Körpers: im Flow ist man in der Hochbeanspruchung des Tuns und Erlebens vollkommen hingerissen. Er ist meist von kurzer Dauer, von Augenblicken bis zu wenigen Minuten.
Flow tritt häufig bei Sportarten auf, die man in hohem Maße beherrscht und in denen man „aufgeht“, zum Beispiel beim Klettern, Skifahren, Segeln oder bei sogenannten Funsportarten. Dem Tanzen kommt eine besondere Bedeutung als Flow-Aktivität zu, da „Tanzen vermutlich die älteste und bedeutsamste ist, sowohl aufgrund seiner weltweiten Anziehungskraft als auch wegen seiner potenziellen Komplexität.“ Auch beim Musizieren, Malen, oder freudvollen Spielen kann ein Mensch einen intensiven Flow erleben. So konstatierten Untersuchungen aus dem Jahre 2006 ein intensives Flow-Erleben bei Contact-Improvisation-Tänzern. Mit Schachspielern unterschiedlicher Stärke führte Csíkszentmihályi Interviews über ihre Motive: Gerade weil Schach relativ komplex ist, ermöglicht es eine große Vielfalt verschiedener individueller Flow-Erfahrungen.
Ein Flow wird auch beim Kajakfahren im Wildwasser eine besondere Bedeutung zugesprochen, da es oft sehr erfolgreiche Paddler nach geradezu halsbrecherischen Touren bei diesem extrem anspruchsvollen Sport treibt. So ein Erlebnis tritt jedoch nur bei bestimmten Belastungen auf, wenn Psyche und Körper gleichermaßen beansprucht werden und der Kajakfahrer sich mental irgendwo zwischen Angst und Glück befindet. Der Zustand kann Leben retten, da besonders viel Adrenalin und Serotonin freigesetzt wird. Dadurch werden Informationen über Umwelt und Geschehen schneller verarbeitet und schneller ausgeführt. Außerdem bleibt ein Flow-Erlebnis immer positiv in Erinnerung.
Auch Meditative Techniken können zu einem Flow-Erleben führen. Beispielsweise praktiziert ein Yoga-Übender Spannung und Entspannung besonders deutlich, er ritualisiert ein Dasein im Moment bei voller Konzentration.

## Sucht
Csíkszentmihályi bezeichnet Flow als „positive Sucht“. Weil der Begriff „Sucht“ bereits negativ belegt ist, spricht der Wagnisexperte Siegbert A. Warwitz im Zusammenhang mit dem Flowerleben lieber von „Hochmotivation“ oder „Leidenschaft“, die eine Wiederholung der erfahrenen Glücksmomente herausfordern. Als zutreffender für die Phänomenbeschreibung bietet er den unbelasteten Begriff „Sehnsucht“ an. Bei Versuchen ergab sich, dass Personen, die auf ihre tägliche Glücksdosis verzichten mussten, mit Entzugserscheinungen reagierten (Müdigkeit, Nervosität, Kopfschmerzen, Antriebslosigkeit, depressive Stimmungen).
Bei Extremsportlern, die mitunter ihr Leben in Gefahr bringen, oder beim Computerspielen, das mitunter ein unmittelbares Sozialleben gefährdet, kann ein gesundes Maß der Risikobereitschaft bzw. Spielleidenschaft verloren gehen. Manche Computerspiel-Hersteller geben sogar offen zu, den Sucht-Effekt gezielt einzubauen. Hochschulprojekte zur Flow-Messung untersuchen empirisch an Computerspielen, wie schnell der Flow-Effekt zustande kommt.
Bei Überanstrengung tritt man aus dem Flowkanal heraus (siehe Grafik), und die Leichtigkeit geht verloren. Insofern kann Flow keine Schäden anrichten. Der Suchtcharakter beim Flow wird wohl wegen der positiven Eigenschaften kaum untersucht.

## Evolutionstheoretische Erklärung
Die größte Wahrscheinlichkeit, einen Flow-Zustand zu erleben, haben Menschen in Situationen, die sie weder über- noch unterfordern, in denen sie weder Disstress noch Langeweile ausgesetzt sind. Die Evolutionäre Emotionsforschung begründet dieses Phänomen mit folgender Argumentationskette aus der Stammesgeschichte des Menschen:
- Die Natur ist in einem ständigen Wandel begriffen. Lebensumstände und Verhaltensweisen, die sich eine Zeitlang als günstig für das Überleben und die Fortpflanzung bestimmter Lebewesen (d. h. Individuen, Mitglieder einer Population) erwiesen haben, verlieren dadurch ihre Vorteile. Die Lebewesen sind gezwungen, sich neue Fertigkeiten anzueignen oder neue Lebensräume aufzusuchen. Anderenfalls drohen sie zu sterben, bevor sie Nachkommen in die Welt gesetzt haben. Je nach angeborener emotionaler Ausstattung reagieren die Lebewesen unterschiedlich auf diese Herausforderung. Die Bandbreite der Reaktionen lässt sich anhand zweier Extremtypen beschreiben:

- „Konservative“ Lebewesen leiden unter einem schwachen Selbstvertrauen. Am wohlsten fühlen sie sich daher in Standardsituationen. Schon kleine Abweichungen vom Gewohnten bereiten ihnen Disstress und vermitteln ihnen das Gefühl der Überforderung. Dauernd haben sie Angst davor, ihre eingespielten Verhaltensweisen bzw. angestammten Lebensräume aufgeben zu müssen. Aufgrund dieser Versagensangst entwickeln sie auch keine Bereitschaft, sich neue Fertigkeiten anzueignen, um mit den geänderten Gegebenheiten besser zurechtzukommen. Wegen ihrer Unflexibilität laufen diese Lebewesen mit wachsender Änderung ihrer Umwelt Gefahr zu sterben, bevor sie ihre Gene an die nachfolgende Generation vererben können. Konservative Lebewesen können sich nur solange am Leben erhalten und fortpflanzen, wie sie in einer sehr statischen Umwelt leben, wo sie sich auf ihre bewährten Fähigkeiten verlassen können.

- „Explorative“ Lebewesen hingegen fühlen sich schnell unterfordert und verfallen in Langeweile, wenn sie keine Gelegenheit haben, Neues zu erleben. Dafür sind sie auch bereit, Mühen und Anstrengungen auf sich zu nehmen. Ständig suchen diese Lebewesen nach neuen Reizen und wechseln deshalb auch ohne zwingenden äußeren Grund häufig ihren Lebensraum. Mit ihrer Rastlosigkeit und ihrem unstillbaren Hunger auf neue Herausforderungen eröffnen sich ihnen zwar manche Chancen, die konservativen Lebewesen vorenthalten bleiben. Vor lauter Überdruss setzen sie diese Chancen aber leicht wieder aufs Spiel und gehen dadurch unnötige Risiken für ihr Leben und ihre Fortpflanzung ein. Explorative Lebewesen profitieren von ihrer Neugier und ihrem Übungseifer nur solange, wie sie in sehr dynamischen Umwelten leben, wo sie schneller als ihre konservativeren Artgenossen Antworten auf die geänderten Bedingungen finden.

- In der jüngeren menschlichen Stammesgeschichte waren gemäßigt dynamische Umweltbedingungen häufiger als extrem statische oder extrem dynamische Bedingungen (vgl. Massenaussterben und Evolution). Lebewesen, die ihre Leistungspotenziale im selben Tempo angepasst haben wie sich die Umwelt änderte, können dementsprechend als „gemäßigt explorativ“ bezeichnet werden. Diese Lebewesen empfanden weder gleich Langeweile, wenn sich ihre Umgebung kaum änderte, noch schreckten sie vor den Mühen zurück, sich neue Fertigkeiten anzueignen oder einen neuen Lebensraum aufzusuchen. Lebewesen, die von ihren Gefühlen zu einem „gemäßigt explorativen“ Verhalten motiviert wurden, hatten somit die größten Chancen, ihre Gene zu vererben. Sie waren einem schwächeren Selektionsdruck ausgesetzt als rein konservative oder rein explorative Lebewesen.

Aus diesen Gründen erleben heutige Menschen in Situationen, die ein „mittleres“ Maß an Anstrengung erfordern, am ehesten einen Flow-Zustand. Menschen, die dagegen schon bei sehr kleinen oder erst bei sehr großen Anstrengungen in einen Flow geraten, sind eher selten. Sie gehören zu Minderheiten, deren stammesgeschichtliche Vorfahren das Glück hatten, trotz ihres ungewöhnlichen Emotionshaushaltes nicht selektiert zu werden. Das Gefühl des Flow kann somit als „Belohnung“ der Natur für ein evolutionär „sinnvolles“ Explorationsverhalten interpretiert werden.

## Verwechslungen und Gefahren
- Verallgemeinerung des Flow-Begriffs: Mit der inflationären Begriffsverwendung für alle möglichen Wohlfühl-Arten und Kombinationen mit dem Ausdruck „Fließen“ wird der ursprünglich streng definierte Flow-Begriff zunehmend verwässert und sinnentleert: Das englische Idiom to go with the flow in der Bedeutung mit dem Strom schwimmen, mit der Masse gehen, Konformität, das tun, was alle tun hat mit dem Flow-Begriff der Psychologie nichts zu tun. NLP beschäftigt sich mit einem verwandten Thema unter dem Schlagwort Core State[36] und Core Transformation,[37] einer Methode, mit der auslösende Anker[38] für Flow umdefiniert werden können.
- Csíkszentmihályi wehrt sich nicht dagegen, wenn der Flow-Zustand in die Nähe eines Zustands von Erleuchtung gestellt wird.[39] Dennoch weist er darauf hin, dass Flow „auch seine gefährlichen Seiten“ hat.[40] Er weist insbesondere auf die Gefahr hin, dass Flow im Krieg,[41] aber auch in der Wirtschaft,[42] missbraucht werden könne. Auch könnten beispielsweise Bergsteiger, welche überaus passioniert seien, aufgrund des entstandenen Flow-Gefühls wesentliche Aspekte ihres Lebens außer Acht lassen;[42] Csíkszentmihályi nennt außerdem Spielsüchtige als Beispiel.[43] In seiner Interpretation hatte zudem der Nationalsozialismus auch deshalb viele Anhänger, weil die Bevölkerung durch Inszenierungen wie die von Leni Riefenstahl, durch Rituale, Musik, Uniformen und Auszeichnungen die Möglichkeit sah, auszubrechen und Flow zu erfahren;[44] sie hätten „den Menschen einen Flow-Zustand durch Macht und Gewaltanwendungen zugesichert, der sie in die völlige Selbstzerstörung geführt hat“.[45]
- Verwechslung von Flow-Zugang und Flow: Flow wird subjektiv als höchstes Glück erlebt und mit dem jeweils eigenen Flow-Zugang verwechselt. Die Tür wird mit dem Raum verwechselt, in den sie führt: Alle subjektiven Erfahrungen stehen zudem unter dem hohen Druck der Objektivierung. Menschen wollen Techniken an die Hand bekommen, die sie in den Flow führen. Solche Garantien gibt es nicht. Objektivierbar sind nur die Türen, nicht der Raum selbst. Aufgrund des Tractatus-Syndroms („Nur sagen was sich sagen lässt. Über alles andere muss man schweigen.“) wird daher mehr über die Türen gesprochen als über den Raum selbst. Das Wichtige kann dabei verloren gehen.
- Kaufrausch
- Spielsucht

## Sprichwörter
Dem Glücklichen schlägt keine Stunde → Eine Komponente des Flow ist die Aufhebung des Zeitempfindens.
Das Glück ist nicht mehr als die Abwesenheit der Langeweile. von Arthur Schopenhauer → Der Flow tritt (siehe Grafik oben) nur ein, wenn die Langeweile überwunden wird.

## Videos
- Manfred Spitzer: Flow im Gehirn. aus der BR-alpha-Reihe Geist und Gehirn. (online)